# 魔法帽的工作室
《魔法帽的工作室》是由日本漫畫家白濱鷗所創作的奇幻漫畫作品，2016年9號（2016年7月22日發售）起在講談社的《月刊Morning two》上連載。故事描述憧憬魔法的普通少女可可（ココ）在遇見造訪村莊的魔法師奇夫利及其使用魔法的模樣後，她開始跟著奇夫利學習，以救出被禁忌魔法石化的母親。
《魔法帽的工作室》發行後取得了正面迴響，包括於2017年和《約定的夢幻島》、《古見同學是溝通魯蛇。》、《八雲小姐想要餵食。》、《我的少年》獲頒宮脇書店主辦的「Miyawaki Comic Award（ミヤコミ）」獎項，於2018年在日本3000家書店店員推薦漫畫榜單中名列第一，並於同年入選《這本漫畫真厲害！》的第六名。2020年8月，該作贏得了美國漫畫界最具代表的艾斯納獎，並於同年10月贏得哈維獎最佳漫畫（Best Manga）。
2022年4月5日，官方宣布製作改編動畫。

## 故事
故事設定於魔法為生活周遭帶來便利的世界，魔法師能透過「魔墨（魔の墨）」來繪製出施展魔法的「魔法陣」。但魔法也為世界帶來了戰亂，而使魔法在「結盟之日（結託の日）」後的現今成為了僅「尖帽子（とんがり帽子）」魔法師能使用的手法，且許多魔法都成為了禁術。為了不讓魔法施展的方法讓「不知情者」（普通人類）知曉，尖帽子們平時都待在大講堂中受到監控。相反地，舊時代魔法師「寬帽簷（つばあり帽）」則在暗中企圖打破禁忌。
某日，自幼想成為魔法師的普通少女可可在看見魔法師奇夫利施展魔法的過程後，自行用在小時候從神秘人買來的魔法繪本嘗試繪畫魔法陣；但未料，書中的魔法陣竟然是將整個房子和母親都石化的禁忌魔法。為了救出母親，可可必須在「圖書之塔（図書の塔）」中找出能引發石化的那本複製書籍。從此，可可以見習生的身份跟隨著奇夫利展開了魔法的修行，但當初賣給自己繪本的神秘寬帽簷人士也在暗中潛伏。

## 登場角色

### 主要人物
可可
本作主角。原為與母親經營裁縫店的「不知情者」，在誤發禁忌魔法而將母親石化後跟隨在奇夫利身旁學習魔法，以在圖書之塔中找出引起石化的那本複製書籍。對魔法充滿好奇心，且擅長繪畫直線。被寬緣帽稱為「希望之子（希望の子）」。
奇夫利
獨自設立工作室的魔法師，可可等人的老師。個性溫柔，能力高強，試圖透過可可來追尋著奪走自己右眼的寬緣帽人士。
阿嘉朵
奇夫利的弟子，可可的室友。雖然家族世世代代都曾擔任過圖書館館員，但自己卻遭流放而積極地學習魔法。
特緹安
奇夫利的弟子。個性活潑開朗，喜歡聽他人說出「謝謝」。
麗婕
奇夫利的弟子，本名為麗婕麗特。現實主義者，擅長描繪小魔法陣，並喜歡畫出屬於自己的魔法。
歐魯吉奧
奇夫利工作室的摯友，負責代表大講堂擔任其「監視之眼（見張りの眼）」。大部分的時間都在製作魔法器。

### 其他魔法師
異古因
戴著眼珠面具的寬帽簷魔法師，禁忌魔法使用者之一，曾將繪本賣給年幼的可可並在之後持續暗中觀察著她。
挪爾諾亞
位於卡倫（カルン）的魔材屋「星之劍（星の剣）」之店主。
塔達
挪爾諾亞的孫子，魔材屋助手。因天生患有銀彩症而使眼中看見的事物皆為銀色。
伊思西斯
隸屬於魔警騎士團（魔警騎士団）的魔法師兼副團長，奇夫利的熟識。
尤伊尼
庫庫洛（クックロウ）工作室的弟子。個性容易膽怯且自卑。
利利芬
麗婕的哥哥，別間工作室的魔法師弟子。

## 創作
《魔法帽的工作室》由白濱鷗編寫及繪製，此前的作品為《艾妮與迪薇》（エニデヴィ）。在推出包含漫畫複製原畫、設定集的「超豪華本」時，白濱鷗在繪畫時除了普通的自動鉛筆（2B 0.9）外，還會用上麥克筆和白色的墨水圓珠筆，她表示：「我選擇這些美術材料以便畫出有趣的圖，但由於漫畫對於提高效率也很重要，因此我會將快速簡便的東西結合在一起。」並表示，她在畫彩圖時會先在原稿紙上完成，後再使用電腦上色，且會將角色和背景分開來繪製，這便於往後的更改設計上。白濱在繪畫時會經常播放音樂、看影劇和使用Skype，並在有助手的情況下與他聊天。
對於角色設計，白濱約在漫畫推出的五年前或六年前更改過可可等人的設計，如該角原本有著長髮，且在主角群中曾包含了男孩角色。在設計可可服裝時，雖然是件長袍而看不見內部，但她曾考慮過其內飾。其斗篷被設計為尖帽子外型的延伸。她表示，在設計角色的服裝時除非經過適當的研究，否則不會隨意畫它。她同時也會以現成的圖片來作為參考，如在旅行目的地拍攝的照片或一本關於如何鋪石頭路的書，藉此來設計漫畫中的場地、建築與植物等。
在初中和高中生時期的白濱迷上了當時正紅的《魔戒》及《哈利·波特》，並在出道後為DC漫畫、漫威漫畫和《星際大戰》的漫畫繪製過封面，這些美國漫畫的工作也影響了自己的繪畫風格。對於奇幻作品上的構思，她認為人們常常認為幻想與現實完全不同，但（奇幻世界）也被稱為現實的鏡子或窗戶，「我認為有些事物因其不是真實的東西而引人注目。」

## 發行
《魔法帽的工作室》在日本由講談社發行，而臺灣則由四季出版負責，中國大陸由海星创造出品新星出版社出版。除了漫畫和設定集，官方也在東京青山的畫廊舉辦了原畫展。2019年11月，玩具公司壽屋宣布推出主角可可的PVC商品（1/8），定於2020年6月發售。

### 出版書籍
魔法帽的工作室
| 冊數 | 講談社         | 講談社                 | 講談社                 | 四季出版       | 四季出版               | 海星创造（出品）新星出版社（出版） | 海星创造（出品）新星出版社（出版） |
| 冊數 | 發售日期       | 通常版 ISBN            | 限定版 ISBN            | 發售日期       | ISBN                   | 發售日期                           | ISBN                               |
| ---- | -------------- | ---------------------- | ---------------------- | -------------- | ---------------------- | ---------------------------------- | ---------------------------------- |
| 1    | 2017年1月23日  | ISBN 978-4-06-388690-0 | 不適用                 | 2018年4月11日  | ISBN 978-986-95475-5-0 | 2021年3月                          | ISBN 978-7-5133-4258-2             |
| 2    | 2017年8月23日  | ISBN 978-4-06-510138-4 | ISBN 978-4-06-510203-9 | 2019年12月30日 | ISBN 978-957-8661-31-8 | 2021年3月                          | ISBN 978-7-5133-4259-9             |
| 3    | 2018年2月23日  | ISBN 978-4-06-510930-4 | ISBN 978-4-06-510894-9 | 2022年1月24日  | ISBN 978-957-8661-42-4 | 2021年3月                          | ISBN 978-7-5133-4260-5             |
| 4    | 2018年9月21日  | ISBN 978-4-06-510930-4 | ISBN 978-4-06-511766-8 | 2024年11月14日 | ISBN 978-957-8661-56-1 | 2021年5月                          | ISBN 978-7-5133-4345-9             |
| 5    | 2019年5月23日  | ISBN 978-4-06-512681-3 | ISBN 978-4-06-515598-1 | 2025年4月16日  | ISBN 978-957-8661-59-2 | 2021年5月                          | ISBN 978-7-5133-4346-6             |
| 6    | 2019年11月21日 | ISBN 978-4-06-517778-5 | ISBN 978-4-06-517909-3 | 2025年4月30日  | ISBN 978-957-8661-60-8 | 2021年5月                          | ISBN 978-7-5133-4437-1             |
| 7    | 2020年5月22日  | ISBN 978-4-06-519266-5 | ISBN 978-4-06-520266-1 |                |                        | 2021年8月                          | ISBN 978-7-5133-4592-7             |
| 8    | 2020年12月23日 | ISBN 978-4-06-521625-5 | ISBN 978-4-06-521626-2 |                |                        | 2022年4月                          | ISBN 978-7-5133-4790-7             |
| 9    | 2021年7月21日  | ISBN 978-4-06-524100-4 | ISBN 978-4-06-524098-4 |                |                        | 2022年4月                          | ISBN 978-7-5133-4791-4             |
| 10   | 2022年4月21日  | ISBN 978-4-06-527412-5 | 不適用                 |                |                        | 2022年11月                         | ISBN 978-7-5133-5043-3             |
| 11   | 2022年10月21日 | ISBN 978-4-06-529605-9 | ISBN 978-4-06-529604-2 |                |                        | 2025年                             | ISBN 978-7-5133-5985-6             |
| 12   | 2023年6月22日  | ISBN 978-4-06-531969-7 | ISBN 978-4-06-531829-4 |                |                        | 2025年                             | ISBN 978-7-5133-5986-3             |
| 13   | 2024年2月22日  | ISBN 978-4-06-534652-5 | ISBN 978-4-06-534727-0 |                |                        | 2025年                             | ISBN 978-7-5133-5987-0             |
| 14   | 2025年4月23日  | ISBN 978-4-06-539182-2 | 不適用                 |                |                        |                                    |                                    |

魔法帽的廚房
| 冊數 | 講談社         | 講談社                 |
| 冊數 | 發售日期       | ISBN                   |
| ---- | -------------- | ---------------------- |
| 1    | 2020年5月22日  | ISBN 978-4-06-519334-1 |
| 2    | 2020年12月23日 | ISBN 978-4-06-521627-9 |
| 3    | 2021年7月21日  | ISBN 978-4-06-524099-1 |
| 4    | 2022年4月21日  | ISBN 978-4-06-527594-8 |
| 5    | 2022年10月21日 | ISBN 978-4-06-529699-8 |

## 反響
《魔法帽的工作室》推出後獲得了普遍正面的評價，且在第四冊發售（2018年9月21日）前，該作的發行數已突破了100萬本。2018年，該作在日本3000家書店店員推薦漫畫榜單中名列第一；同年，入選《這本漫畫真厲害！》排行的第六名。2020年8月，該作贏得了美國漫畫界最具代表性的艾斯納獎。2020年12月，全世界累計発行250万部。

## 衍生作
衍生漫畫《魔法帽的廚房》（とんがり帽子のキッチン）於2019年12月21日起以網路漫畫的形式開始連載，由白濱鷗擔任原作，佐藤宏海負責繪製。其第一冊於2020年5月22日發售。

## 改編動畫
2022年4月5日，官方宣布《魔法帽的工作室》計劃製作改編電視動畫。

## 備註
1. ↑  附迷你畫集特別版[9]。
2. ↑  附便利貼和記事本限定版[11]。
3. ↑  附色鉛筆和著色頁限定版[13]。
4. ↑  附紙牌遊戲限定版[15]。
5. ↑  附寫生簿式畫集限定版[17]。
6. ↑  附魔圓筆記限定版[19]。
7. ↑  附日曆限定版。
8. ↑  附郵票限定版。
9. ↑  附畫集限定版。
10. ↑  附等身大毛絨公仔限定版。
11. ↑  附便利環保袋。

## 外部連結
- Morning官方網站 （页面存档备份，存于）（日語）